# 趙杲 (成化己丑進士)
趙杲（1437年—1496年），字廷輝，四川成都府漢州人，軍籍，治《詩經》。

## 生平
九月初二日生，行三，由州學生中式四川鄉試第二十一名舉人，會試中式第一百六十八名。年三十三歲中式成化五年己丑科第三甲第四十四名進士。

## 家族
曾祖趙覺能；祖趙崇周；父趙泰；母陸氏。永感下，妻成氏，兄昂；昪。